# Round Midnight - A mezzanotte circa
Round Midnight - A mezzanotte circa è un film del 1986 diretto da Bertrand Tavernier.
Il film ha vinto, tra gli altri premi, l'Oscar alla migliore colonna sonora originale nell'edizione del 1987 (grazie al lavoro di Herbie Hancock), pur essendo composta per la maggior parte da brani standard jazz.
Ispirata alla vita dei jazzisti Lester Young e Bud Powell, l'opera ha come vera protagonista la musica jazz.

## Trama
Parigi, 1959. Dale Turner, sassofonista statunitense ex-alcolizzato, si esibisce nuovamente nella capitale francese dopo molti anni. Francis Borier, pubblicitario squattrinato e ammiratore di Turner, possiede tutti i dischi incisi da lui; tutte le sere va ad ascoltare la sua musica stando sul marciapiede fuori dal Blue Note, il locale dove Turner suona.
Una sera Francis trova il coraggio di presentarsi a Turner e di offrirgli da bere: questo gesto segna l'inizio di una straordinaria amicizia, e Francis diventa suo assistente e protettore, lo tiene per quanto possibile lontano dall'alcool, lo raccoglie in giro fra bettole e commissariati e riesce anche a farlo lavorare con impegno e dedizione e a fargli incidere dei dischi.
Presto Turner sente il bisogno di tornare negli Stati Uniti e Francis decide di accompagnarlo, facendosi promettere che tornerà insieme a lui. Il sassofonista decide di rimanere e Francis, una volta a casa, riceve dopo breve tempo un telegramma che annuncia la morte del grande amico.

## Produzione

### Titolo
Round midnight significa intorno alla mezzanotte e fa riferimento ad una celebre composizione di Thelonious Monk. Secondo alcuni indica l'ora magica in cui in un jazz club notturno si celebra il rito di una musica particolare.

### Soggetto
Francis Paudras (Francis Borier nel film) era realmente l'amico di Bud Powell durante il suo soggiorno a Parigi durante gli anni '50. 
Bertrand Tavernier ha scelto il sassofonista Dexter Gordon (che ha davvero suonato con Bud Powell) per il ruolo principale.

### Colonna sonora
Pubblicata nell'album omonimo curato da Herbie Hancock con la partecipazione di numerosi altri musicisti, fra i quali Freddie Hubbard, Bobby Hutcherson, John McLaughlin, Wayne Shorter, Billy Higgins, Pierre Michelot e Eric Le Lann. 
La musica del film, firmata da Herbie Hancock, è stata filmata e registrata in diretta su un magnetofono multipista (24 piste).

### Sceneggiatura
Le sceneggiatura è stata redatta in inglese prima di essere tradotta in francese da Bertrand e Colo Tavernier: da qui il titolo originale Round Midnight.

### Riprese
Il film è stato girato negli studi Laboratoires Éclair a Épinay. La lavorazione è durata 10 settimane.

## Critica
Tullio Kezich:
(Tullio Kezich, Il filmnovanta: cinque anni al cinema: 1986-1990, Mondadori, Milano, 1990.)
Giovanni Grazzini:
Round midnight può pertanto peccare d'un eccesso di mitologia, oltreché d'un ossequio troppo sentimentale a quel tipo di jazz che qualche temerario può anche apparentare con la lagna, ma non per questo ci si sottrae alla fascinazione del protagonista, uno spilungone di voce roca e andatura barcollante, un gigante buono nel quale Tavernier ha simbolizzato la solitudine dello sconfitto, il suo totale identificarsi con la musica, la memoria dei torti subiti in patria, la vanità fanciullesca, e la sorpresa di sentirsi amato.»
(Giovanni Grazzini, Il Corriere della sera, 11 ottobre 1986.)

## Riconoscimenti
- 1986 - Mostra internazionale d'arte cinematografica
  - Premio Pasinetti
- 1987 - Premio Oscar
  - Oscar alla migliore colonna sonora a Herbie Hancock
  - Candidatura Miglior attore a Dexter Gordon
- 1987 - Golden Globe
  - Candidatura Miglior attore a Dexter Gordon
  - Candidatura Miglior colonna sonora a Herbie Hancock
- 1987 - David di Donatello
  - Miglior attore straniero a Dexter Gordon
- 1987 - Nastro d'argento
  - Miglior attore straniero a Dexter Gordon
  - Candidatura Miglior film straniero
- 1987 - Premio César
  - Miglior musica
  - Miglior sonoro